# Huxter (Sandness)

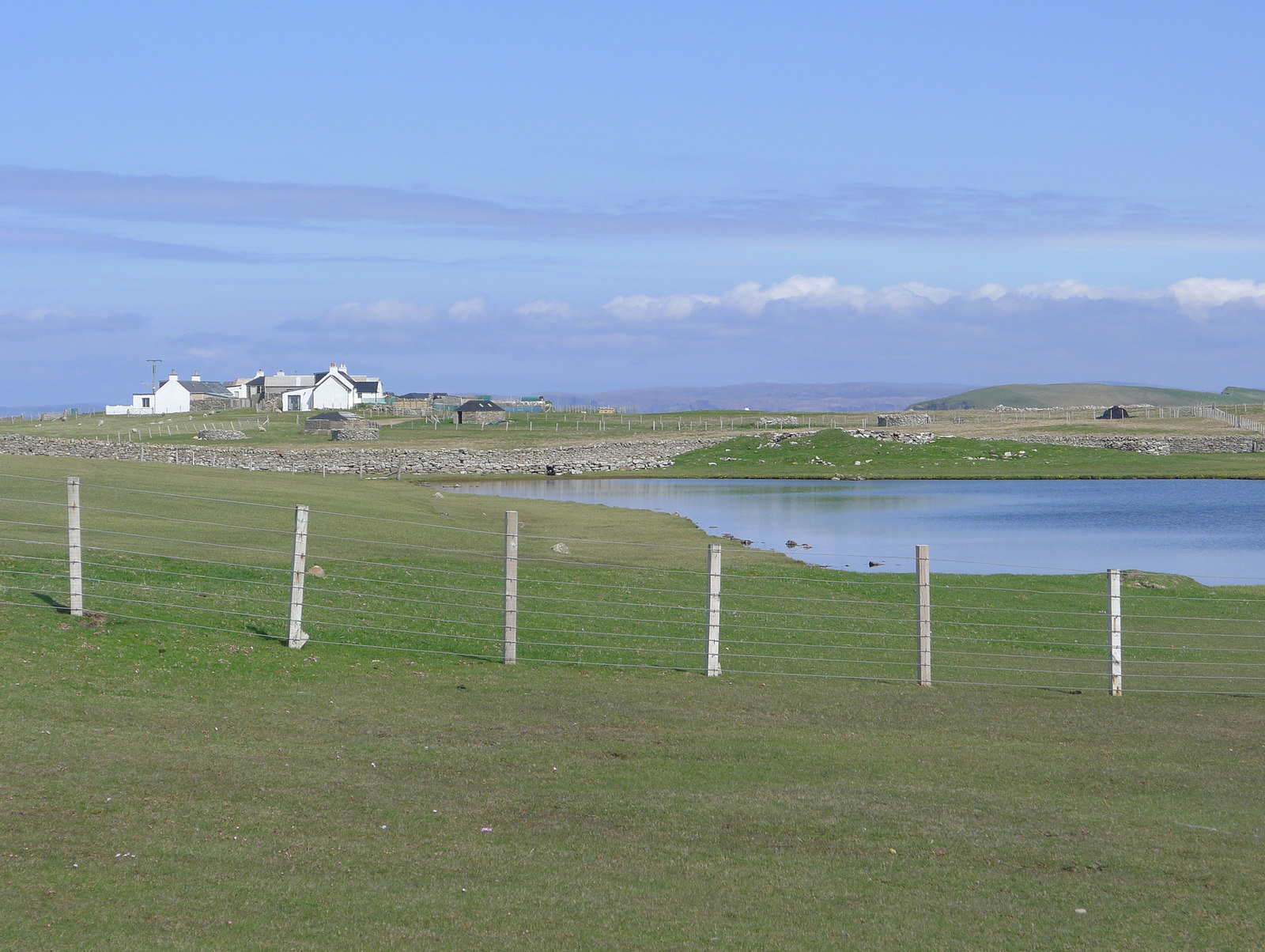
Blick über den Loch of Huxter auf den Ort

Huxter ist ein Weiler auf Mainland, der Hauptinsel der Shetlands. Er liegt rund zwei Kilometer westlich von Sandness, wohin auch die einzige Straßenverbindung führt.
Huxter ist die westlichste einer Reihe von Ortschaften, die vom Rest der Insel durch einen mehrere Kilometer breiten, durch Torfböden geprägten und von daher unbesiedelten Gebietsstreifen getrennt sind. Wenig südwestlich liegt ein See (Loch), der Loch of Huxter. Er entwässert über einen kleinen, rund 300 Meter langen Bach nach Norden hin und westlich am Ort vorbei in den Übergangsbereich zwischen Nordatlantik und dem Sound of Papa. Am Ufer liegen die baulichen Überreste dreier Wassermühlen aus dem späteren 19. Jahrhundert. Sie sind, wie auch die zugehörigen Stege und ein kleiner Staudamm, als Listed Building der Kategorie B ausgewiesen und stehen somit unter Denkmalschutz.